# Углов Федір Григорович
Фе́дір Григо́рович Углов (рос. Фёдор Григорьевич Углов; 22 вересня (5 жовтня) 1904 — 22 червня 2008)— російський хірург, видатний хірург сучасності.

## Біографія
Народився 22 вересня (5 жовтня за новим стилем 1904, в селі Чугуєво Кіренського повіту Іркутської губернії (тепер Іркутська область), що на сибірській річці Лені. Батько — Григорій Гаврилович (1870—1927), мати — Анастасія Миколаївна (1872—1947). Хоча його сім'я з восьми осіб жила дуже скромно, батькам вдалося дати вищу освіту п'ятьом з шести дітей. Коли Федір заявив про своє бажання вчитися, батько дав синові на дорогу 30 рублів і квиток на пароплав, сказавши, що надалі допомагати йому не зможе. 
Лауреат Ленінської премії (1961), Першої національної премії найкращим лікарям Росії, премії Андрія Первозваного, премії ім. А. Н. Буклєва. Академік РАМН. Головний редактор журналу «Вестник хирургии им. И. И. Грекова». Почесний член багатьох академій та наукових товариств. Більше 40 років очолював кафедру госпітальної хірургії, створив відому хірургічну школу. У Книзі рекордів Гіннеса Углов зазначений як найстаріший практикуючий хірург у світі. Нагороджений двома орденами Трудового Червоного Прапора, орденом Дружби народів, орденом «За заслуги перед Вітчизною» IV ступеня, медалями «За бойові заслуги», «За оборону Ленінграда», «Винахідник СРСР», золотим значком Мінохоронздоров'я РФ (2003).
В період радянсько-фінської війни Федір Григорович служив старшим хірургом медсанбату на Фінському фронті (1940—1941), в роки Другої Світової війни — начальником хірургічного відділення військового шпиталю. Проводив операції і під час нальотів, при недостатньому освітленні, на пронизливому холоді, рятуючи десятки людських життів.

### Освіта
У 1923 році він вступив до Іркутського університету. На другому курсі після поїздки в Ленінград важко захворів: переніс черевний і висипний тиф з ускладненнями, сепсис, тривалий час знаходився без притомності на межі життя і смерті. Він ледь пересувався після хвороби й вижив лише завдяки старанням однокурсниці, що взяла (не зважаючи на наявність у неї маленької дитини) до себе на піклування і стала пізніш його дружиною. Продовжив навчання у Саратовському університеті, який закінчив у 1929 році. Отримавши диплом, працював дільничним лікарем у сільській місцевості, у лікарні імені Мечникова в Ленінграді, а після закінчення інтернатури — в місті Кіренську, працював головним лікарем і завідувачем хірургічного відділення міжрайонної лікарні водників (1933—1937). У 1937 році вступив до аспірантури Ленінградського державного медичного інституту вдосконалення лікарів. Переживши 900-денну блокаду Ленінграда, в 1949 році захистив докторську дисертацію і з 1950 року працював на кафедрі хірургії Першого медичного інституту імені І. П. Павлова (нині — Санкт-Петербурзький державний медичний університет).

### Досягнення в хірургії
Ф. Г. Углов один з перших в Радянському Союзі вдало виконав найскладніші операції на стравоході, середостінні, портальній гіпертензії, аденомі підшлункової залози, при захворюваннях легень, вроджених та надбаних вадах серця, аневризмі аорти. Він є автором винаходу «Штучний клапан серця та способи його виготовлення» (1981—1982). Запропонував ряд оперативних методик і інструментів, наприклад доступ Углова — оперативний доступ до коріння легенів при пневмонектомії: передньобоковий розтин передньої грудної стінки з перетином одного або двох ребер.
Видатний хірург, вчений і педагог, Ф. Г. Углов до останніх днів був повний енергії. Працюючи на посаді професора кафедри госпітальної хірургії СПб ДМУ імені академіка І. П. Павлова, він проводив обходи і консультації хірургічних хворих, заняття зі студентами і молодими хірургами, виконував операції, багато з яких, як і раніше, унікальні.

### Пенсія
Федір Григорович любив читати історичну літературу, працювати на садовій ділянці, бувати на природі, збирати гриби, кататися на лижах. В останні роки життя захоплювався народним цілительством і нетрадиційною медициною (в основному, рефлексотерапією). Практикував щоденні обливання холодною водою. Будучи хрещений ще в дитинстві, в кінці життя став глибоко віруючим православним християнином. Углов зберіг життєву енергію, оптимізм, творчу та ділову активність до глибокої старості: викладав, писав статті, давав інтерв'ю, активно працював на садовій ділянці, займався з онуками. У столітньому віці Углов водив машину, читав без окулярів, плавав, міг по пам'яті прочитати поеми улюбленого ним Пушкіна.
Одну з останніх операцій виконав напередодні власного сторіччя в присутності представників Книги рекордів Гіннеса, які здійснювали її відеозапис.
В інтерв'ю газеті «Аргументы и факты», випуск 24 (1233) від 16.06.2004 Углов повідомляв, що зберігає здатність до інтимного життя у віці 100 років завдяки дотримуваному ним з юності правилу здійснювати не більше одного-двох статевих актів на тиждень і уважному ставленню до свого здоров'я. Остання дитина Углова народилася, коли батькові було 66 років.
Навесні 2006 року переніс інсульт, який став наслідком погано перенесеного ним наркозу під час операції (видалення каменів у нирках), потім пішов піврічний період реабілітації, більшу частину якого хірург провів на своїй дачі в Комарово.
Помер на 104 році життя 22 червня 2008. Похований у Санкт-Петербурзі, на Нікольському кладовищі Олександро-Невської лаври.
У його честь Світовим тверезницьким рухом засновано медаль Федора Углова.

## Початок руху за тверезий спосіб життя
Ще в 50-х роках Федір Григорович почав боротьбу за тверезість в країні: читав лекції, писав статті, листи в ЦК і Уряд. Його статті та виступи по радіо, телебаченню надовго залишилися в пам'яті читачів і слухачів, відрізняючись безкомпромісністю суджень і висновків. У цих бесідах він вічно продовжуватиме бій за життя і здоров'я людей — бій, який більше 70 років із скальпелем в руках вів біля операційного столу. 
Доповідь Углова Ф. Г. на Всесоюзній конференції по боротьбі з алкоголізмом у м. Дзержинську (1981 р.) прийнято вважати початком сучасного тверезницького руху:

В ім'я яких «вищих» ідеалів ми робимо хронічними алкоголіками мільйони співгромадян, утримуємо сотні тисяч людей, які їх обслуговують? В ім'я яких «великих» цілей ми народжуємо на світ сотні тисяч ідіотів і дефективних дітей?..-

Цими запитаннями закінчується його промова. В результаті таких різких висловлювань академік Углов Ф. Г. надбав як прихильників, так і супротивників.
В книжці «Самовбивці» (1995) Углов Ф. Г. ще раз акцентує увагу на тому, що алкоголь — це наркотик:

Для алкоголю, як для наркотику, не існує нешкідливих доз, як і для морфію, героїну та інших наркотиків, призначуваних тільки лікарями в дуже малих дозах і на короткий термін, тобто на 1-2 дні. Інакше, як і від алкоголю, виникає наркотична залежність, людина стає наркоманом і не зможе жити без нього, прирікаючи себе на загибель.

Остання книга Углова Ф. Г. «Правда і брехня про дозволені наркотики» (2004) вкотре закликає читачів замислитися над так званим помірним вживанням алкоголю:

Багато людей намагаються все зло, спричинене алкоголем, приписувати алкоголікам. Мовляв, це алкоголіки страждають, у них всі ці зміни, а ми — що? — ми п'ємо помірно, у нас цих змін немає. Необхідно роз'яснити. Намагання віднести шкідливу дію алкоголю тільки до тих, хто визнаний алкоголіком, геть неправильне. Окрім того, сама термінологія: алкоголік, п'яниця, багато питущий, помірно, мало питущий — мають кількісну, а не принципову відмінність. Деякі вважають алкоголіками тільки тих, хто «допивається» до білої гарячки. Це хибно. Запій, біла гарячка, алкогольний галюциноз, галюцинаторне слабоумство пияк, алкогольні ревнощі, корсаківський психоз, алкогольний псевдопараліч, алкогольна епілепсія та інші — все це наслідки алкоголізму. Сам же алкоголізм — це будь-яке вживання спиртних напоїв…

## Принципи життя
Досить відомі в Росії рекомендації Углова, які стосуються продовження життя і досягання здоров'я:

- Люби батьківщину. І захищай її. Безродні довго не живуть.
- Люби роботу. І фізичну також.
- Вмій володіти собою. Не занепадай духом за жодних обставин.
- Ніколи не пий і не пали, інакше не допоможуть всі решта рекомендацій.
- Люби свою сім'ю. Умій відповідати за неї.
- Збережи свою нормальну вагу, чого б тобі це не коштувало. Не переїдай!
- Будь обережним на дорозі. Сьогодні це одне із найнебезпечніших для життя місць.
- Не бійся вчасно піти до лікаря.
- Позбав своїх дітей від руйнуючої здоров'я музики і телевізійної реклами.
- Режим праці і відпочинку закладений в самій основі роботи свого тіла. Люби своє тіло, щади його.
- Індивідуальне безсмертя недосяжне, але тривалість твого життя багато в чому залежить від тебе самого.
- Роби добро. Зло, на жаль, само виходить. -

Також написав відому статтю «Про недопустимість вживання алкоголю», присвячену шкоді пияцтва (була створена під час антиалкогольної кампанії М. Горбачова 1980-х рр).

## Роботи
- «Тератоми пресакральної області» (1959)
- Серце хірурга (1974)
- «Людина серед людей» (1978)
- «Чи живемо ми свій вік» (у співавторстві із І. В. Дроздовим. 1983)
- «Під білою мантією» (1984)
- «В полон ілюзій» (1985)
- «Ломехузи» (1991)
- «Самовбивці» (1995)
- «Людині мало віку» (2001)
- «Правда і брехня про дозволені наркотики» (2004)

## Монографії
- «Ускладнення при внутрішньогрудних операціях» (1966)
- «Катетеризація серця та селективна ангіокардіографія» (1974)
- «Основні принципи синдромально діагностики та лікування в діяльності лікаря-хірурга поліклінік» (1987)
- «Рак легені» (1958, 1962; переведена на китайський і польську мови)
- «Діагностика та лікування злипного перикардиту» (1962)
- «Хірургічне лікування портальної гіпертензії» (1964)
- «Резекція легенів» (1950, 1954)
- «Тератоми пресакральної області» (1959)
- «Патогенез, клініка та лікування хронічної пневмонії» (1976)

А також автор понад 200 статей у художньо-публіцистичних журналах і їм опубліковано понад 600 статей у різних наукових журналах.

## Виноски
1. 1 2 3  Литераторы Санкт-Петербурга. ХХ век / под ред. О. В. Богданова
2. ↑  http://www.sptimes.ru/index.php?action_id=100&story_id=26344
3. 1 2  Фокин С. И., Завойская Н. Е. Владимир Тимофеевич Шевяков (1859–1930): изучение простейших Неаполитанского залива. История длиною в жизнь. Часть II. В советской России, Wladimir Timopheevich Schewiakoff (1859–1930): An Investigation of Protists of the Gulf of Naples. The Life Long Story. Part II. In Soviet Russia // Историко-биологические исследования — 2016. — Т. 8, вып. 2. — С. 25–52. — ISSN 2076-8176; 2500-1221
4. ↑  Доповідь Углова Ф. Г. на Всесоюзній конференції по боротьбі з алкоголізмом у м. Дзержинську
5. ↑  Правда і брехня про дозволені наркотики
6. ↑  12 життєвих принципів Федора Григоровича Углова

## Рекомендована література
- Углов Ф. Г. Медицинские и социальные последствия употребления алкоголя. Доклад на Всесоюзной конференции по борьбе с алкоголизмом. — Дзержинск, 1981.(рос.)
- Углов Ф. Г., Корякина Т. О. Хирургическое лечение портальной гипертензии. — Л. : Медицина, 1964. — 220 с.(рос.)
- Углов Ф. Г. Самоубийцы. — СПб.: Возрождение России, 1995. — 120 с.(рос.)
- Углов Ф. Г. Правда и ложь о разрешенных наркотиках. — М.: Форум,2004. — 208 с.(рос.)

| науковець | Це незавершена стаття про науковця. Ви можете допомогти проєкту, виправивши або дописавши її. |